# Tomasz Leśniowski

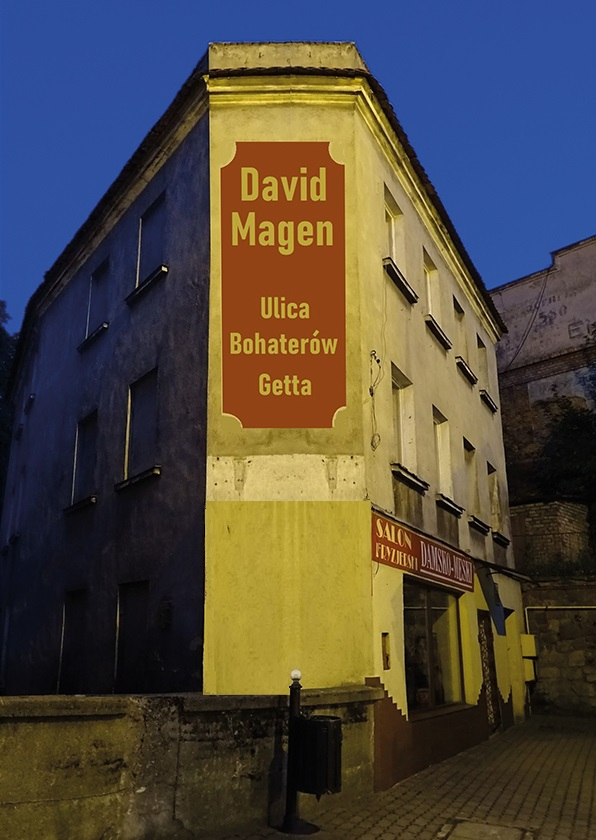
Okładka tomiku Ulica Bohaterów Getta. Wiersze wybrane

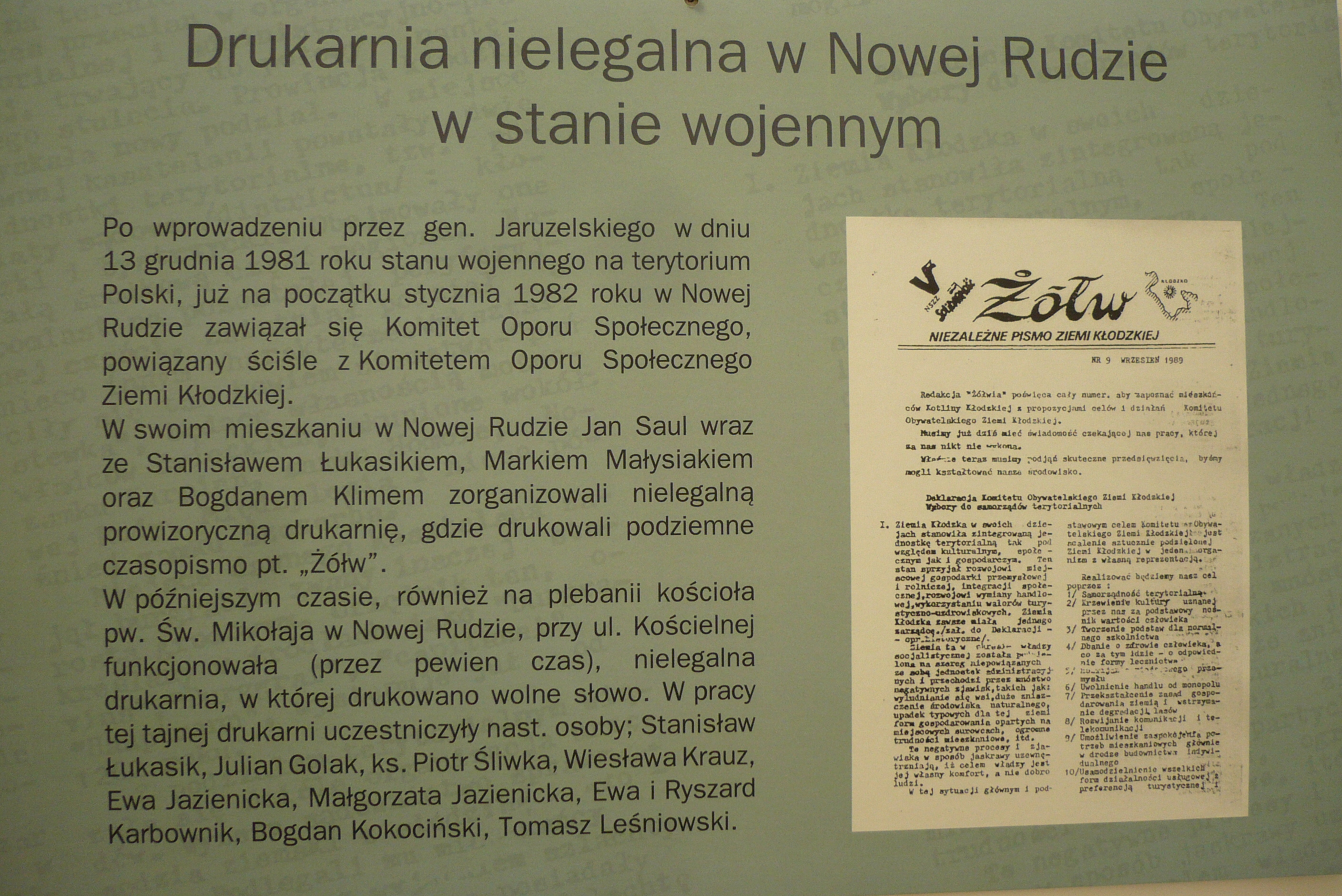
Tablica w Pracowni Poligrafii i Drukarstwa MBP. Nowa Ruda

Tomasz Leśniowski (ps. „David Magen”, ur. 25 lipca 1968 w Nowej Rudzie) – polski poeta, dyplomowany animator społeczno-kulturalny. Absolwent uniwersytetów: Wrocławskiego i Opolskiego.

## Twórczość
Współzałożyciel i spiritus movens Noworudzkiego Klubu Literackiego Ogma (1990–1997); współtwórca Polsko-Czeskiej Grupy Poeci ’97 (1997–2001); współorganizator Noworudzkich Spotkań z Poezją (1991–2009) i polsko-czeskich spotkań poetów; juror ogólnopolskich konkursów poetyckich: O Laur Kosmicznego Koperka, im. Zygmunta Krukowskiego oraz wspólnie z Karolem Maliszewskim i Olgą Tokarczuk regionalnego konkursu literacko-dziennikarskiego Moja mała ojczyzna. Autor pięciu arkuszy i tomu poezji. Współredaktor lub wydawca ponad 60 tomików i antologii publikowanych pod egidą klubów w Nowej Rudzie.
O nim i jego poezji napisano:

Rozpoczynał od enigmatycznych wierszy ewokujących niezwykłością spostrzeżeń, nawiązujących często do Biblii i tradycji żydowskiej. Z czasem poezja o silnym zabarwieniu publicystycznym, korespondująca krytycznie z kulturą masową, nieraz gwałtowna w wyrazie.

[...] Funkcjonuje pod prowokującym żydowską proweniencją pseudonimem David Magen. Autor kilku zbiorów wierszy, rozpoczynający od drobnych poetyckich spostrzeżeń, potem garści liryków zakorzenionych w biblijnej tradycji i zorientowanych na maksymalną czystość tonu, już od lat pisze utwory ciemne, pogmatwane, splecione z odpryskami masowej kultury, popularnej muzyki czy filmu. Jakby chciał przyszpilić wymykający się zasadom świat, z którym ma do czynienia na co dzień

Wyróżniany i nagradzany w ogólnopolskich konkursach poetyckich m.in. im. Haliny Poświatowskiej w Częstochowie. Jego wiersze ukazały się również w licznych antologiach m.in.: imiona istnienia (Wrocław 1997), Almanach Wałbrzyski, Literatura, Fotografia (1997), V kouli (Praga 2003), Slovo Pády (Broumov 2008) oraz tłumaczone były na języki: czeski i rosyjski.

## Inne aktywności
Od 2000 r. redaktor internetowych serwisów mieszkańców Nowej Rudy, a od 2003 r. prywatnego internetowego wortalu www.nowaruda.info. Członek Dolnośląskiego Honorowego Komitetu Poparcia Bronisława Komorowskiego w 2010 r. Wikipedysta, jest również członkiem stowarzyszenia Wikimedia Polska.
Był współtwórcą artzinów:
- „Pagina”[5] arkusza literackiego[6] Polsko-Czeskiej Grupy Poeci ’97. Miał różny format o objętości 4–8 stron i oprócz poezji na łamach arkusza prezentowana była proza (we fragmentach), przekłady, recenzje, a także krótkie informacje. Do lutego 1999 r. ukazało się 12 numerów tego pisemka (cztery z nich było dwumiesięcznikami, a ostatni, 12. numer (luty 1999 r.)[7] ukazał się po 11-miesięcznej przerwie w formacie A6)
- „Cermait” – arkusza poetyckiego, na łamach którego prezentowane były poezje, przekłady oraz informacje o konkursach poetyckich. Do lipca 2000 r. ukazały się 23 numery. Pismo miało format A5, objętość dwóch stron i publikowana była w nim twórczość Grupy Poeci ’97[8].

## Publikacje
- na twym grobie, Noworudzki Klub Literacki Ogma: Spółka Wydawców Logo, 1991, OCLC 934685684,
- Virginia, Abigail, Grupa Charytatywno-Kulturalna „Dziewięćsił”: Noworudzki Klub Literacki Ogma, 1995, OCLC 803712430,
- odłamek macewy, Cermait, Nowa Ruda, 1997, OCLC 802616656
- niedziela w kłodzku, Cermait-Grîanainech: Grupa Poeci '97, Nowa Ruda, 1998, OCLC 749900015,
- dzień mózgu Cermait-Grîanainech, Nowa Ruda, 2000, OCLC 749551411,
- Noworudzki Klub Literacki Ogma, Grupa Poeci ’97, Cermait-Grîanainech: Grupa Poeci '97, Nowa Ruda, 1999, OCLC 749883626,
- Poeci Doskonale Wierni: Noworudzki Klub Literacki Ogma, Polsko-Czeska Grupa Poeci ’97 w latach 1900–2004, przedm. Karol Maliszewski, Wydawnictwo „Maria”, 2005, ISBN 978-83-88842-79-5.
- Klimat społeczny domu dziecka, Wydawnictwo „Maria”, 2007, ISBN 978-83-60478-36-3.
- Ulica Bohaterów Getta. Wiersze wybrane, Wydawnictwo Drukarnia Kokociński Sp. z o.o., Nowa Ruda, 2022, ISBN 978-83-66996-30-4[9][10][11][12]

Antologie
- Den Poezie, Broumov 2000[13]
- Den Poezie, Broumov 2001, ISBN 80-238-7633-3
- Dny poezie, Broumov 2003, ISBN 80-239-1488-X
- Páté Dny poezie, Broumov 2004, ISBN 80-239-3526-7
- 6. Dny poezie, Broumov 2005, ISBN 80-239-5593-4
- Sedmé Dny poezie, Broumov 2006, ISBN 80-239-7723-7
- Co jest za tą górą / Co je za tou horou. Wiersze poetów polskich i czeskich, 2006, ISBN 978-83-60923-02-3
- 8. Dny poezie v Broumově, 2007, ISBN 978-80-254-0211-5
- Slovo pady, 9 Dni Poezji, Broumov 2008, ISBN 978-80-254-2764-4
- Desetkrát vzlétl Pegas nad Broumovem[14], 2009, ISBN 978-80-254-4670-6
- Zrníčka pro Pegasa, Broumov, 10 Dni Poezji, Broumov 2009, ISBN 978-80-254-4672-0
- Na dně moře verš, 11 Dni Poezji, Broumov 2010, ISBN 978-80-254-7983-4
- Na prahu podzimu, 12 Dni Poezji, Broumov 2011, ISBN 978-80-260-0435-6
- Čas barevného listí, 13 Dni Poezji, Broumov 2012, ISBN 978-80-260-3090-4
- Do ticha skal, 14 Dni Poezji, Broumov 2013, ISBN 978-80-905431-4-0
- Na křídlech, 16 Dni Poezji, Broumov 2015, ISBN 978-80-88040-09-5
- Oblaka nad krajinou, 17 Dni Poezji, Broumov 2016, ISBN 978-80-88040-16-3
- Našlapování v podzimním listí, 18 Dni Poezji, Broumov 2017, ISBN 978-80-88040-29-3
- Řeky života, 23 Dni Poezji, Broumov 2022, ISBN 978-80-88040-81-1

Czasopisma
- wiersze:
  - „Odra”: Pozwólcie żołnierzom, Żałoba, Na jesień[15]
  - „Fraza”: Agnes, Mówią, Izaak 1946[16]